# Intelsat 20
Intelsat 20 ist ein kommerzieller Kommunikationssatellit des Satellitenbetreibers Intelsat. Er hat im September 2012 seine Vorgänger Intelsat 7 und Intelsat 10 ersetzt.

## Missionsverlauf
Er wurde am 2. August 2012 mit einer Ariane-5-Trägerrakete vom Raketenstartplatz Kourou (zusammen mit HYLAS 2) in eine geostationäre Transferbahn gebracht. Nach der Trennung von der Rakete 28 Minuten nach dem Start erreichte der Satellit mit eigenem Antrieb seine geostationäre Endposition. Es war der insgesamt fünfzigste erfolgreichen Start einer Ariane-5-Rakete in Serie bei dem auch mit dem Transport einer Nutzlast von 10,2 Tonnen in eine geostationären Transferbahn (GTO) ein neuer Lastenrekord aufgestellt wurde.

## Technik
Der dreiachsenstabilisierte Satellit ist mit 60 Ku-Band-, 24 C-Band- und einem Ka-Band-Transpondern ausgerüstet und versorgt von der Position 68,5° Ost aus Europa, Afrika, den mittleren Osten, Russland und Asien mit Telekommunikationsdienstleistungen (Video-, Sprach- und Breitbandanwendungen). Er wurde auf Basis des Satellitenbus SSL-1300 der Space Systems/Loral gebaut und besitzt eine geplante Lebensdauer von 24 Jahren.